# Давньослов'янський печерний храм (Монастирок)
Пече́ра Язи́чницька, знана також як Давньослов'янський печерний храм — геологічна пам'ятка природи місцевого значення в Україні. Вапнякова печера з гротом, розташована у селі Монастирок Чортківського району Тернопільської області, на високому березі річки Серет. У печері міститься ранньохристиянська каплиця, заснована в IX ст. Поруч — камінь-дольмен, ймовірно давній язичницький жертовник.

## Пам'ятка
Як пише у своєму огляді дослідник печер Поділля Володимир Добрянський, одне з перших наукових повідомлень про печеру Язичницьку належить польському досліднику Мечиславу Орловичу. В XIX ст. там проводив аматорські археологічні розкопки поміщик Ю. Сапіга.
Статус пам'ятки надано 20 грудня 1968 року. Перебуває у віданні Більче-Золотецької сільради.
Під охороною — печера, вимита у скелі (камінь Довбуша), складена верхньокрейдовими вапняками. Довжина ходів 42 м. Має науково-пізнавальну, естетичну та історичну цінність.
У печері міститься каплиця IX ст., частково витесана з каміння, частково мурована. Охоронного статусу не має. Можливо, в печері до каплиці розташовувалося язичницьке капище, звідки й назва Язичницька.

## Архітектура
Печерний грот має розміри 9 на 5 м. Зверху він покритий скельним навісом з великим виносом завдовжки 6 м. Кам'яний навіс підтримують три опори з покладених один на одного пласких каменів.
У гроті міститься ранньохристиянська каплиця, за облаштуванням близька до печерних монастирів Палестини і Болгарії IV—XIV ст. У ній є наскельний розпис, який імовірно зображає Ісуса Христа. Можливо, природна форма скелі слугувала християнам як імітація Гробу Господнього. Цю думку підкріплює те, що Ісус зображений із заплющеними очима. За переказами, гра світла і тіней на поверхні каменю нагадала котромусь монаху обличчя з заплющеними очима, яке він потрактував як нерукотворний образ Ісуса Христа. Обвівши видіння фарбою, монахи почали йому поклонятись.
Поруч із гротом стоїть камінь-дольмен діаметром 4 м і завтовшки 65 см, поставлений на невеликі камінці, які формують його підпірки. На камені вирубаний хрест, де збирається дощова вода, що забарвлюється у колір крові. Часто описується як жертовник. В ньому містяться заглиблення, що нагадують зображення сузір'я Великої Ведмедиці. Камінь, ймовірно, перенесено з іншого капища у 1735 році під час відновлення монастиря в селі Монастирок.

## Світлини

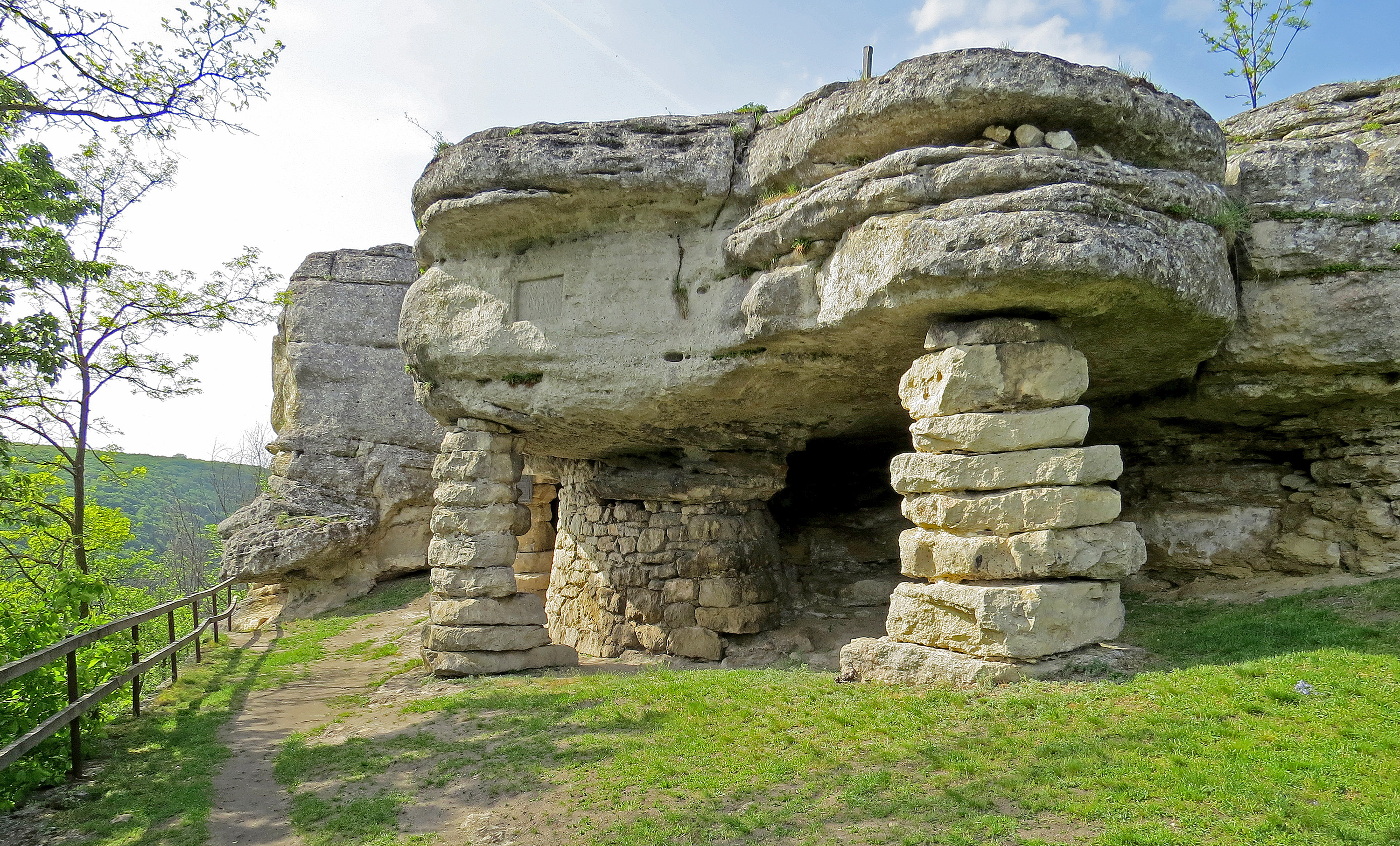